# Gregor von Gelmersen
Gregor von Gelmersen ou Grigory Petrovich Helmersen (en russe Григорий Петрович Гельмерсен), né le 29 septembre 1803 à Duckershof (auj. Kammeri) et mort le 3 février 1885 à Saint-Pétersbourg, est un géologue germani-balte.

## Biographie
Helmersen est né à Duckershof, en Livonie (aujourd'hui en Estonie) et est allé au pensionnat de Saint-Pétersbourg. Il est diplômé de l'Université de Dorpat en 1825 et rejoint le ministère des Finances. Il accompagne Alexander von Humboldt dans la région d'Orenbourg et est recommandé, avec Ernst Reinhold von Hofmann, par le ministre Georges Cancrin pour être envoyé dans l'enseignement supérieur. Les deux hommes voyagent et assistent à des conférences dans les universités de Berlin, Heidelberg et Bonn.
Il explore en 1834 l'Altaï et, en 1835, il est affecté au Corps des ingénieurs des mines et, en 1838, il devient professeur de géologie à l'Institut des mines de Saint-Pétersbourg dont il est également directeur.
En 1839, avec Karl Ernst von Baer, il fonde la première publication scientifique naturelle en série en Russie connue sous le nom de Beiträge zur Kenntniss des Russischen Reiches (de).
Il est élu en 1850 de l'Académie des sciences de Russie à Saint-Pétersbourg. Il fonde et est le premier chef du Comité géologique russe en 1882.
Il est l'auteur de nombreux mémoires sur la géologie de la Russie, en particulier sur le charbon et d'autres gisements minéraux du pays.
Il est inhumé au cimetière de Raadi.